# Polveriere venete di Bergamo
Le polveriere veneziane di Bergamo sono due strutture militari che fanno parte delle mura veneziane ed erano i locali dove venivano conservate le polveri da sparo, edificate durante l'occupazione veneziana e poste in disuso nel Settecento.

## Storia
Le polveriere dovevano essere luoghi sicuri e non facilmente individuabili, si presentano sempre con il tetto a forma piramidale con copertura di piombo proprio per garantire loro la massima sicurezza. Erano inoltre protetti solo di armi in asta i militari che erano posti a guardia di queste strutture proprio per preservare i locali da accidentali esplosioni.
Con la costruzione delle mura venete da parte delle autorità veneziane e dei rettori si provvide anche a predisporre tutte quelle strutture necessarie ai fini militari, come quelli che dovevano essere i locali dedicati agli alloggi delle truppe che erano ospitati in alloggi offerti da privati. Questi furono costruiti in prossimità delle nuove porte d'ingresso così che vi fosse sempre un presidio presente di guardia come le Casermette costruite presso porta Sant'Agostino. Anche per la costruzione delle due polveriere cittadine fu fatto uno studio. Furono quindi edificati due edifici, uno presso il forte di San Marco presso il baluardo Castagneta di proprietà comunale e un altro presso la valletta in prossimità di porta San Lorenzo di proprietà privata adibita a ricovero per animali. La loro posizione piuttosto dislocata e poco visibile garantiva una certa sicurezza sia per la difficoltà d'essere individuate dai nemici che l'essere poste lontane dalle abitazioni civili così che non fossero motivo di disastroso evento nel caso fortuito di un'esplosione.
La costruzione dei due fabbricati doveva essere stabilita tra il 1580 e il 1582, anni che fanno riferimento anche alla precedente collocazione della polvere da sparo alla Rocca ma che subì uno scoppio in quegli anni. Un documento del 17 dicembre 1580 testimonia la gara d'appalto per la loro costruzione. Sotto la loggia del Palazzo della Ragione detta «loza grande della Piazza Vecchia» si chiuse il «terzo e ultimo incanto» per quella che doveva essere l'edificazione di una «toresella per meter la minitione della polvere a molte al Faloziamenti della porta di Sant'Alessandro», e pochi giorni dopo, il 22, l'appalto per la seconda: «sotto il Colaperto, in la ripa sotto la muraglia nova». La gara venne vinta per la prima polveriera da Antonio da Piacenza, mentre la seconda da Paolo dei Bizioli di Desenzano.
Per la costruzione furono usare le pietre ricavate da Colle aperto, e la loro edificazione occupò sia il 1581 che l'anno successivo. Solo nel 1589 fu ultimata la copertura in piombo necessaria per l'impermeabilità, per un costo totale di 2668 ducati. Sicuramente era servite nel 1595 a conservate le polveri da sparo che proveniva da Venezia, anche se fino al Seicento il deposito della Rocca, pur essendo insicuro, pare che fosse ancora usato. Col tempo le polveriere finirono in disuso dopo che fu fatto deposito della torre del Galgario, unica testimonianza delle antiche Muraine.
Su colle San Vigilio era stata edificata una terza polveriera andata poi perduta anche se dalla documentazione sembra che fosse un'opera di notevole valore architettonico, come indicherebbero i disegni di Luigi Deleidi, conservati nell'archivio della biblioteca Angelo Mai demolita durante l'occupazione austriaca.

## Descrizione
(«Le mura di Bergamo» Gianmaria Labaa)
Le polveriere esternamente sono in pietra ben squadrata, dalla forma quasi cubica con una base di 12 m. per 11.90 m e l'altezza di 7 m. per lato fino a raggiungere sulla sommità un'altezza di altri 7,50 m. e uno spessore murario di 2,50 m.
Fonti d'archivio indicherebbero che i due immobili erano completi di una sfera posta sulla sommità sempre in pietra. L'ingresso è rivolto a meridione con i blasoni dei rettori che ne avevano autorizzato la loro costruzione.
L'interno è a mattoncini con volta a padiglione. La struttura fu edificata con la base in pietra ben definita e disposta, mentre le pareti furono eseguite in calce e pietrame che dovevano conferire al fabbricato la forma piramidale ricoperta poi in blocchi di arenaria per gli spigoli e in lastre per il rivestimento. L'ulteriore copertura in lastre di piombo erano fissate negli incavi della pietra. Le strutture presentano alcune fessure per le baionette, originariamente difese da un muro che fu fatto distruggere nel 1685 dal capitano Giorgio Cosso per dare maggior spazio agli interni. Un muro esterno proteggeva ulteriormente i fabbricati. L'ingresso si presenta molto piccolo. Purtroppo i due immobili risultano molto ammalorati dall'usura del tempo.